# Scypha
Scypha är ett släkte av svampdjur. Scypha ingår i familjen Sycettidae.
Kladogram enligt Dyntaxa:
| Scypha | \| \| Scypha ciliata \| \| \| \| \| \| Scypha raphanus \| \| \| \| |
|        | \| \| Scypha ciliata \| \| \| \| \| \| Scypha raphanus \| \| \| \| |
|        | Sycon                                                              |
|        |                                                                    |
|        | Scypha ciliata                                                     |
|        |                                                                    |
|        | Scypha raphanus                                                    |
|        |                                                                    |

|  | Scypha ciliata  |
|  |                 |
|  | Scypha raphanus |
|  |                 |